# Szebelléb
Szebelléb (szlovákul: Sebechleby, németül: Klieb/Sieben Brod) község Szlovákiában, a Besztercebányai kerületben, a Korponai járásban.

## Fekvése
Korponától 13 km-re, délnyugatra fekszik.

## Története
A község területe a régészeti leletek tanúsága szerint már a bronzkorban lakott volt. A hévmagyarádi kultúra telepének maradványait sikerült feltárni.
A falu középkori alapítói valószínűleg selmecbányai német telepesek voltak. 1135-ben "Zebehgleb" néven említik először. Ezt követően 1156-ban "Scebechleb", 1219-ben "Zuyhplip", 1222-ben "Zebehleb", "Zebehlep", 1285-ben "Scebenlyb" alakban említik a korabeli források. Neve szláv személynévi eredetű. A Hont-Pázmány nemzetség birtokolta, majd még 1132 előtt Lampert comes a bozóki apátságnak adományozta. A század közepén a közepes nagyságú falvak közé számított az 1156-ból származó okirat szerint, melyben Márton (Martyrius) esztergomi érsek tizedét az esztergomi káptalannak adta.
1222-ben az esztergomi káptalané lett, mely tényt II. Endre király oklevélben erősítette meg és a falunak vámmentességet adott. Még ebben az évben Detre zólyomi ispán a király parancsára német lakóinak engedetlensége miatt elűzte őket birtokaikból és csak 1233-ban engedélyezte visszatelepülésüket.
A 15. század elején Szebelléb mezőváros lett. 1442-ben Rozgonyi Simon egri püspök serege, 1555-ben a törökök és tatárok fosztották ki. Először 1552-ben volt megyegyűlés színhelye (Drégely, Ipolyság elfoglalása, és a palásti csata után), majd 1595 és 1618 között a török harcok miatt gyakorlatilag Szebelléb volt Hont vármegye központja. A 17. században Szebellében szabó, molnár és kovács céh is működött. A török kiűzése után jelentősége fokozatosan csökkent, mezővárosi rangját is elvesztette. 1715-ben 8 kézművescsalád élt a településen, főként szabók és csizmadiák, mellettük 165 háztartás volt. 1720-ban 174 portát számoltak. 1828-ban 177 házában 1057 lakos élt. 1833-ban lakói fellázadtak az elviselhetetlen robotterhek ellen, de a katonák leverték a lázadást. A 19. században lakói főként mezőgazdasággal, szőlőtermesztéssel, gyümölcstermesztéssel foglalkoztak.
Vályi András szerint "SZEBEKLÉB. Siebenbrod. Tót Mezőváros Hont Várm. földes Ura az Esztergomi Káptalanbéli Uraság, lakosai katolikusok, fekszik Selmetzhez 2 1/4 mértföldnyire; határja középszerű, fája, legelője, szőleje van."
Fényes Elek szerint "Szebeléb (Klieb, Sieben Brod), tót m. v., Honth vmegyében, Némethihez fél órányira, 1057 kath. lak., kik hajdan németek valának. Kath. paroch. templom. Bor- és gyümölcstermesztés. Derék erdő. Jó és elégséges legelő. F. u. az esztergomi káptalan. Ut. p. Selmecz."
Hont vármegye monográfiája így ír a községről: "Szebelléb, azelőtt Szebekléb, Klieb, Sieben-Brod, Sebechlabj, a hasonnevű patak mellett fekvő tót kisközség, 190 házzal és 947 róm. kath. vallású lakossal; vasúti állomása, távirója és postája Németi. A vármegye egyik nevezetesebb helysége, melynek multbeli szereplése összefügg a vármegye történetével. Alapítóinak a selmeczbányai németeket tartják, más forrás szerint pedig a bátiak vetették meg az alapját; hogy mikor, arra nézve nincsen följegyzésünk. 1135-ben, a bozóki prépostság alapítólevelében, Zebeghleb alakban szerepel a neve. 1156-ban Zebeleb is azon hetven helység között fordul elő, melyeknek dézsmáját Márton érsek az esztergomi káptalannak ajándékozta. Más, XII. és XIII. századbeli oklevelekben Scebleb, Zbehleb, többszörösen Sebheleb alakban akadunk a nevére. Bővebb adatot tartalmaz az 1219. évi oklevél, melylyel II. Endre király Rudger fiát, Hervint megerősítette szebelébi birtokában, a melyet Imre királytól kapott. 1222-ben Hervin és Detre zólyomi főispán, a Balassák ősatyja, száz ezüst márkáért az esztergomi káptalannak adták el a birtokukat. Ugyanebben az évben kelt másik oklevéllel, II. Endre király a helységet a Hunt és Blodich (Bolondócz) várak fennhatósága alól kivonván, a káptalan földesúri hatalma alá helyezte és lakosainak vámmentességet adományozott. A német lakosok azonban nemcsak jobbágyi kötelességüket nem teljesítették, hanem sok kárt is okoztak a káptalannak, melynek panaszára a király a jobbágyokat telkeiktől megfosztván, valamennyiüket kiűzette a faluból, de 1233-ban, a káptalan közbenjárására, Endre király megengedte a német lakosok visszatelepítését, kikkel a káptalan ekkor oly értelmű szerződést kötött, hogy minden gazda 110 holdnyi telke után évenként fél ezüst márkát fizessen, a házas zsellér pedig három forintot; ennek ellenében szabad tetszésükre bízta, hogy német papot tarthassanak, a ki német híveitől tizedet, a magyar és tót lakosoktól pedig a tized negyedét szedheti; a németek még azt a jogot is nyerték, hogy saját bírót (villicust) választhattak, a ki kisebb ügyekben bíráskodhatott. A török hódoltság korában sokat szenvedett a falu népe; 1543-ban és a következő években sok lakosát rabságba hurczolta a török; később azonban, úgy látszik, Szebelléb is megalkudott az ellenséggel, mert a vásárhelyi basa hetvenöt tallérért vásárengedélyt adott a községnek. A kurucz háborúk is nyomot hagytak a faluban. Ez időből több iratot őriznek a község levéltárában: az egyik Leslie tábornok intőlevele, hogy a lakosok ne tartsanak a kuruczokkal; a másik, 1703-ból, Bercsényi Miklós oltalomlevele; a harmadik Heister levele 1709-ből. A kurucz háborúk lezajlása után, egy századon át, kevés fölemlítendőt találunk a község történetéből; az 1833. évben azonban ismét emlékezetes küzdelmet kellett az esztergomi káptalannak az itteni jobbányaival vívnia, a kik megtagadták a robotot; a küzdelem katonai beavatkozást tett szükségessé és az ügy a királyi jutott, míg végre elintézést nyert. Az esztergomi káptalan máig megtartotta ezt a birtokát. A község XV. századbeli pecsétje Krisztus-főt ábrázol, ezzel a gothikus felirattal: Sigillum oppidi Klibensis. Másik pecsétje 1664. évszámmal van ellátva és hasonló az előbbihez. Hont vármegye 1552-től 1565-ig, továbbá 1595-től 1618-ig és 1693-ban itt tartotta a közgyűléseit, a hajdani községi, jelenleg urasági házban. Ez az idő volt Szebelléb fénykora, mely a mult század kezdetéig tartott, a mikor még mindig mezővárosként szerepelt, de régi jelentőségét lassanként elvesztette. Nevezetes szerepe volt a szebellébi régi templomnak is, mely még 1295-ben épült. Ezt a templomot 1584-ben Pálffy és Hardegg császári vezérek, nehogy a török hatalmába jusson, lerombolták és csak a szentélyét hagyták meg; de 1608-ban újra fölépült a templom, melynek szentélye a régi templom maradványa és ezen ma is láthatók az ősi nyomok. A vallásreformácziót Szebellég lakosai is elfogadták, de 1626-ban visszatértek régi hitükhöz. Szebelléb község határában Szentmihály-puszta fekszik."
A trianoni békeszerződésig Hont vármegye Korponai járásához tartozott.

## Népessége
| Év:            | 1994. | 2004.   | 2014.   | 2024.   |
| -------------- | ----- | ------- | ------- | ------- |
| Emberek száma: | 1176  | 1222    | 1192    | 1173    |
| Eltérés:       |       | +3,91 % | -2,45 % | -1,59 % |

| Év:            | 2023. | 2024.   |
| -------------- | ----- | ------- |
| Emberek száma: | 1159  | 1173    |
| Eltérés:       |       | +1,20 % |

1880-ban 877 lakosából 18 magyar és 802 szlovák anyanyelvű volt.
1890-ben 877 lakosából 50 magyar és 821 szlovák anyanyelvű volt.
1900-ban 937 lakosából 32 magyar és 903 szlovák anyanyelvű volt.
1910-ben 937 lakosából 44 magyar és 863 szlovák anyanyelvű volt.
1921-ben 953 lakosából 2 magyar és 947 csehszlovák és 4 egyéb nemzetiségű volt.
1930-ban 1023 lakosából 4 magyar és 1010 csehszlovák volt.
1991-ben 1156 lakosából 1 magyar és 1137 szlovák volt.
2001-ben 1202 lakosából 1173 szlovák volt.
2011-ben 1214 lakosából 1099 szlovák, 7 cigány, 3 cseh, 8 egyéb és 96 ismeretlen nemzetiségű.

## Neves személyek
- Itt született 1792-ben Kemp Mihály teológiai doktor, főesperes.
- Itt hunyt el 1898-ban Laukó Mihály római katolikus plébános.

## Nevezetességei
- Római katolikus temploma eredetileg 1233-ban épült, később gótikus stílusban építették át. 1600 körül a templomot újjáépítették. Gótikus keresztelőkútja van.
- A községben két 18. századi és egy 19. századi kápolna is található.
- A Szentháromság-szobor 18. századi.
- Az Öreg-hegy környékén a népi építészet számos remeke látható.
- A falu népviselete egyike Közép-Szlovákia legszebb viseleteinek.

## Gazdasága
- A borászatnak több évszázados helyi hagyománya van. Lakosainak többsége borospincével is rendelkezik.
- Almatermesztés.

## Külső hivatkozások
- Községinfó
- Szebelléb Szlovákia térképén
- Regionhont.sk
- A szebellébi Öreg-hegy (szlovákul)
- Skonline.sk
- E-obce.sk Archiválva 2008. február 7-i dátummal a Wayback Machine-ben